# Dicranolasma kurdistanum
Espèce
Dicranolasma kurdistanum est une espèce d'opilions dyspnois de la famille des Dicranolasmatidae.

## Distribution
Cette espèce est endémique de la région du Kurdistan en Irak. Elle se rencontre dans la province d'Erbil vers Salahaddin.

## Description
Le mâle holotype mesure 3,9 mm.
Le mâle décrit par Gruber en 1998 mesure 4,3 mm.

## Systématique et taxinomie
Cette espèce a été décrite par Staręga en 1970.

## Étymologie
Son nom d'espèce lui a été donné en référence au lieu de sa découverte, le Kurdistan.

## Publication originale
- Staręga, 1970 : « Eine neue Dicranolasma-Art aus Irak, (Opiliones, Trogulidae). » Bulletin de l'Académie Polonaise des Sciences, Série des Sciences Biologiques, vol. 18, no 8, p. 475–477.